# Jerry Capehart
Pour les articles homonymes, voir Capehart.
Jerry Capehart, né le 22 août 1928 et mort le 7 juin 1998 à Nashville (Tennessee), est un manager, un auteur de musique et un chanteur américain. 
Capehart a coécrit de nombreux titres avec Eddie Cochran, dont il fut manager, notamment les célèbres titres de rock 'n' roll Summertime Blues et C'mon Everybody. L'une de ses chansons les plus enregistrées, Turn Around, Look at Me, a été un succès pour Glen Campbell.
Il a aussi enregistré quelques disques, dont Walkin' Stick Boogie en 1956 avec les Cochran Brothers, et d'autres sous les pseudonymes de Jerry Neal ou Jerry Berryhill.